# Mashed Potatoes
Mashed Potatoes es un compilado de 77 canciones de The Smashing Pumpkins reunidas en cinco CD por Billy Corgan con el objeto de un regalos a sus amigos y parientes en 1994. El set nunca se lanzó comercialmente de manera oficial, aunque está ampliamente distribuido de manera no autorizada. La variedad de las canciones van desde raros demos de 1988 hasta entrevistas y comentarios sobre el escenario, pasando por versiones en directo y descartes de Gish y Siamese Dream.
En diciembre de 2002, ocho años después de su aparición, el set completo se filtró en Internet. Junto con las canciones aparecieron simples portadas con la lista de canciones escritas a mano por Billy Corgan además de una hoja con una dedicatoria también escrita a mano y firmada por Corgan que dice «Para Dave: Sí, es el desastre del puré de patatas» —For Dave, Yes, it's the Mashed Potatoes-mess—. El papel tiene el sello de Chicago Recording Company.

## Copia robada
La copia de D'arcy Wretzky fue robada en febrero de 1995 de su casa de vacaciones en Michigan City, Indiana. El ladrón la vendió al propietario de una tienda de discos, aunque fue recuperada más tarde por la policía. Si bien el contenido de los discos estaba compuesto por muchas pistas con calidad de estudio, el comunicado de prensa oficial declaró que los discos eran «demos de prácticas sin valor que contenían notas de bajo y a D'Arcy contando chistes». Esta información se repitió en muchas fuentes de información en esa época.

## Lista de canciones
Muchas de las canciones nunca fueron publicadas oficialmente, por lo que tampoco se establecieron los créditos de composición. Sin embargo, lo más probable es que fuesen escritas y compuestas por Billy Corgan o el dúo que éste hacía con James Iha. También aparecen una serie de diez covers compuestas por otras bandas o autores. La duración total del material en directo es de 177'27''. Las grabaciones en estudio suman 114'07''.
| Disco 1 |                                       |                    |          |  |
| N.º     | Título                                | Escritor(es)       | Duración |  |
| 1.      | «Happy Fucking Valentines»            |                    | 0:45     |  |
| 2.      | «Tristessa» (live 92)                 |                    | 3:36     |  |
| 3.      | «There It Goes» (demo 88)             |                    | 5:02     |  |
| 4.      | «With You» (demo 89)                  |                    | 2:45     |  |
| 5.      | «Jesus Loves His Babies» (outtake 91) |                    | 3:06     |  |
| 6.      | «Stray Cat Blues» (live 90)           | The Rolling Stones | 3:33     |  |
| 7.      | «Snail» (radio 91)                    |                    | 5:46     |  |
| 8.      | «Bob Speaks»                          |                    | 0:34     |  |
| 9.      | «Window Paine» (live 90)              |                    | 7:45     |  |
| 10.     | «Wave Song» (demo 91)                 |                    | 4:07     |  |
| 11.     | «Blue» (acoustic 91)                  |                    | 4:00     |  |
| 12.     | «Lie I Lie» (live 89)                 |                    | 3:18     |  |
| 13.     | «My Eternity» (radio 88)              |                    | 6:56     |  |
| 14.     | «Jesus Is The Sun» (demo 90)          |                    | 2:48     |  |
| 15.     | «Sookie Sookie» (live 90)             | Don Covay          | 6:56     |  |
| 61:57   |                                       |                    |          |  |

| Disco 2 |                              |                    |          |  |
| N.º     | Título                       | Escritor(es)       | Duración |  |
| 1.      | «Chump» (live 92)            |                    | 2:42     |  |
| 2.      | «Rocket» (live 93)           |                    | 4:54     |  |
| 3.      | «Under Your Spell» (demo 88) |                    | 3:51     |  |
| 4.      | «Honeyspider» (live 90)      |                    | 2:58     |  |
| 5.      | «STP» (demo 91)              |                    | 3:30     |  |
| 6.      | «Snap» (demo 89)             |                    | 3:38     |  |
| 7.      | «Rhinoceros» (live 93)       |                    | 4:41     |  |
| 8.      | «Let's Meet The Band»        |                    | 0:40     |  |
| 9.      | «Bleed» (live 88)            |                    | 4:52     |  |
| 10.     | «Opal/Worship» (live 90)     |                    | 6:02     |  |
| 11.     | «Drown» (live 92)            |                    | 8:08     |  |
| 12.     | «Fat Man Blues» (live 89)    |                    | 3:14     |  |
| 13.     | «Try To Try» (live 90)       |                    | 3:44     |  |
| 14.     | «Venus in Furs» (radio 88)   | Velvet Underground | 5:23     |  |
| 15.     | «WNUR Interview» (radio 88)  |                    | 3:53     |  |
| 62:10   |                              |                    |          |  |

| Disco 3 |                               |                   |          |  |
| N.º     | Título                        | Escritor(es)      | Duración |  |
| 1.      | «And From The West Side...»   |                   | 0:35     |  |
| 2.      | «Girl Named Sandoz» (live 92) | The Animals       | 4:13     |  |
| 3.      | «365» (live 90)               |                   | 3:29     |  |
| 4.      | «Spaceboy» (outtake 93)       |                   | 3:57     |  |
| 5.      | «The Joker» (live 92)         | Steve Miller Band | 3:22     |  |
| 6.      | «Suffer» (live 92)            |                   | 7:44     |  |
| 7.      | «Coming Attractions»          |                   | 1:12     |  |
| 8.      | «Egg» (demo 89)               |                   | 2:25     |  |
| 9.      | «Bury Me» (live 92)           |                   | 4:07     |  |
| 10.     | «Moleasskiss» (demo 92)       |                   | 4:03     |  |
| 11.     | «I Am My End» (live 90)       |                   | 3:53     |  |
| 12.     | «My Dahlia» (demo 88)         |                   | 3:45     |  |
| 13.     | «Vanilla» (demo 89)           |                   | 2:48     |  |
| 14.     | «East» (demo 88)              |                   | 4:08     |  |
| 15.     | «Kill Your Parents»           |                   | 0:50     |  |
| 16.     | «Terrapin» (live 91)          | Syd Barrett       | 3:22     |  |
| 17.     | «Cinder» (live 91)            |                   | 4:20     |  |
| 18.     | «Luna» (acoustic 91)          |                   | 3:16     |  |
| 61:38   |                               |                   |          |  |

| Disco 4 |                               |              |          |  |
| N.º     | Título                        | Escritor(es) | Duración |  |
| 1.      | «Interview Nozems a Go-Go»    |              | 4:08     |  |
| 2.      | «Morning Jam» (live 90)       |              | 2:19     |  |
| 3.      | «I'm Free» (live 90)          | The Who      | 2:46     |  |
| 4.      | «Jennifer Ever» (demo 88)     |              | 3:41     |  |
| 5.      | «Plume» (live 92)             |              | 3:37     |  |
| 6.      | «Disarm» (live 93)            |              | 3:16     |  |
| 7.      | «Siva» (live 92)              |              | 8:40     |  |
| 8.      | «Translucent» (demo 90)       |              | 3:30     |  |
| 9.      | «Not Worth Asking» (live 89)  |              | 4:09     |  |
| 10.     | «Over You» (live 90)          |              | 3:47     |  |
| 11.     | «Where's Vince?» (outtake 93) |              | 2:41     |  |
| 12.     | «Smiley» (acoustic 91)        |              | 3:37     |  |
| 13.     | «Geek U.S.A.» (live 93)       |              | 5:20     |  |
| 14.     | «Crush» (live 92)             |              | 3:49     |  |
| 15.     | «C'mon» (live 90)             |              | 5:48     |  |
| 61:08   |                               |              |          |  |

| Disco 5 |                                            |                  |          |  |
| N.º     | Título                                     | Escritor(es)     | Duración |  |
| 1.      | «Hello Kitty Kat» (demo 92)                |                  | 6:11     |  |
| 2.      | «Nothing and Everything» (demo 88)         |                  | 5:54     |  |
| 3.      | «Mayonaise» (outtake 93)                   |                  | 4:32     |  |
| 4.      | «Out of Focus» (live 92)                   | Blue Cheer       | 3:05     |  |
| 5.      | «Offer Up» (live 92)                       |                  | 5:19     |  |
| 6.      | «Silverfuck» (live 92)                     |                  | 9:36     |  |
| 7.      | «Rudolph the Red-Nosed Reindeer» (live 93) | Johnny Marks     | 1:17     |  |
| 8.      | «Stars Fall In» (demo 89)                  |                  | 2:58     |  |
| 9.      | «Godzilla» (live 90)                       | Blue Öyster Cult | 4:09     |  |
| 10.     | «Bye June» (live 92)                       |                  | 2:34     |  |
| 11.     | «Spiteface» (demo 88)                      |                  | 4:36     |  |
| 12.     | «Daydream» (demo 89)                       |                  | 1:55     |  |
| 13.     | «I'll Never Change» (live 90)              |                  | 3:05     |  |
| 14.     | «Infinite Sadness» (outtake 93)            |                  | 3:52     |  |
| 60:43   |                                            |                  |          |  |